# The Postal Service
The Postal Service è stato un gruppo musicale statunitense di genere indie pop, electropop, electronic dance music, e indie rock, composto dal cantante Ben Gibbard del gruppo Death Cab for Cutie e dal cantante e produttore James Tamborello, conosciuto con il nome Dntel e membro dei gruppi Headset e Figurine.

## Storia
Il gruppo si è formato dopo che i due artisti avevano collaborato al singolo (This Is) The Dream of Evan and Chan, cantato da Gibbard, inserito nell'album Life Is Full of Possibilities di Dntel. Dopo il successo riscosso dalla canzone, è stato pubblicato un'EP contenente varie versioni remix della canzone registrate da altri artisti: Lali Puna, The Flaming Lips, Safety Scissors, Barbara Morgenstern e Superpitcher; dopo che anche l'EP ha avuto il favore del pubblico Gibbard e Tamborello hanno gettato le basi per delle collaborazioni future.
Il nome del gruppo è stato scelto dal modo in cui i due creano le loro canzoni: Tamborello scrive e registra la traccia degli strumenti che poi spedisce a Gibbard, che modifica le canzoni e aggiunge la traccia vocale (da lui cantata) rispedendo poi il tutto a Tamborello tramite lo United States Postal Service, il servizio postale degli Stati Uniti.

### Give Up
L'album con cui ha debuttato il gruppo è Give Up, pubblicato il 18 febbraio 2003. Varie canzoni dell'album includono parti cantate da Jenny Lewis, cantante dei Rilo Kiley, e da Jen Wood. L'album è stato prodotto da Chris Walla che ha anche suonato la chitarra ed il pianoforte in numerose canzoni.
Give Up è stato l'album di maggior successo della Sub Pop Records dai tempi di Bleach, album di debutto dei Nirvana.

### Secondo album
Nell'agosto 2006 apparve in rete una canzone spacciata come un demo proveniente da un ipotetico secondo album dei Postal Service. Tamborello smentì le voci che questo pezzo avesse qualcosa a che fare con la band.
Il 22 giugno 2007 fu rivelato che i Postal Service avevano cominciato a lavorare ad un nuovo album, sebbene le indicazioni sulla data di uscita fossero incerte. Tamborello dichiarò: "Stiamo discutendo della nostra intenzione di completare un album più o meno l'anno prossimo, visto che dobbiamo tenere conto degli impegni con i Death Cab e tutto il resto. Sono sicuro di volerne fare un altro."
Il 29 febbraio 2008 un articolo affermava che i Postal Service avrebbero potuto non pubblicare un nuovo album. Ben Gibbard ammise: "Jimmy e io stiamo ancora buttando delle idee qui e lì ma più tempo passa, più siamo impegnati ognuno con la sua musica... Abbiamo pronte un po' di cose ma è difficile trovare il tempo e le motivazioni per finire il disco. Mi piacerebbe finirlo ad un certo punto e magari fare dei concerti. Quel che sarà, sarà."
Nel maggio 2008 Gibbard dichiarò che lui e Tamborello difficilmente avrebbero fatto uscire qualcosa prima del 2011.
Nel dicembre 2008 in una intervista su Rolling Stone, Gibbard scherzava sul fatto che il tanto atteso ritorno dei Postal Service potesse essere la versione indie-rock di Chinese Democracy dei Guns N' Roses. Gibbard dichiarò che né lui, né Tamborello la vedevano come una priorità rispetto ai Death Cab e a Dntel. Disse: "Le anticipazioni sul secondo album sembrano essere state intese come una promessa per tutti meno che per noi due... Non so se è la versione indie di Chinese Democracy, ma adesso che Chinese Democracy è uscito, immagino che sarà il secondo album dei Postal Service quello destinato a non uscire mai. Non c'è mai stato il progetto preciso di fare un secondo album. Lavoriamo insieme ogni tanto ma abbiamo altri impegni che ci prendono tutto il tempo."

### Reissue
Nell'aprile 2013 il gruppo, in occasione del decennale dall'uscita di Give Up, pubblica una reissue dell'album con l'aggiunta di 15 tracce tra rarità e inediti, la cui voce è di Jenny Lewis.
Si esibiscono live in diverse occasioni, tra cui il Primavera Sound Festival a Barcellona e lo Sasquatch! Music Festival di Washington.
Dopo la reunion, la band pubblica anche un nuovo brano, A Tattered Line of String, a cui collabora Jenny Lewis e a cui segue Turn Around.
Il 3 agosto 2013 il gruppo comunica che quello di Lollapalooza è l'ultimo concerto del gruppo; mentre l'ultima canzone viene suonata la mattina del 5 agosto seguente al Metro di Chicago.

## Discografia

### Album studio
- 2003 - Give Up

### Reissue
- 2013 - Give Up: Deluxe 10th Anniversay Edition

### Singoli
- 2003 - Such Great Heights
- 2003 - The District Sleeps Alone Tonight
- 2004 - Against All Odds (dalla colonna sonora di Appuntamento a Wicker Park)
- 2005 - We Will Become Silhouettes
- 2005 - Be Still My Heart
- 2013 - A Tattered Line of String
- 2013 - Turn Around